# ノエル・アレ
ノエル・アレ（Noël Hallé、1711年9月2日 - 1781年6月5日）は、フランスの画家、版画家である。

## 略歴
パリで生まれた。祖父のダニエル・アレ(Daniel Hallé: 1614- 1675)はルーアン出身でパリで装飾画を描いた画家であり、父親のクロード＝ギー・アレ(Claude-Guy Hallé: 1652-1736)もローマ賞を受賞した画家である。父親から絵画を学び、1820年に姉が画家のジャン・レストゥーと結婚していたのでレストゥーからも指導を受けた。1736年にローマ賞を受賞し、1737年から1744年の間、ローマに留学し、在ローマ・フランス・アカデミーの校長、ジャン＝フランソワ・ド・トロワに学んだ 。フランスに戻った後は王室から注文を受けて、大トリアノン宮殿やショワジー＝ル＝ロワ城、小トリアノン宮殿などの装飾画を描いた 。
1748年に王立絵画彫刻アカデミーの会員に選ばれ、准教授となり、1755年に教授となった。王立ゴブラン製作所の監督や、在ローマ・フランス・アカデミーの校長も務めた。
ノエル・アレの息子、ジャン＝ノエル・アレは有名な医師になり、ナポレオンやシャルル10世の侍医を務めた。

## 作品

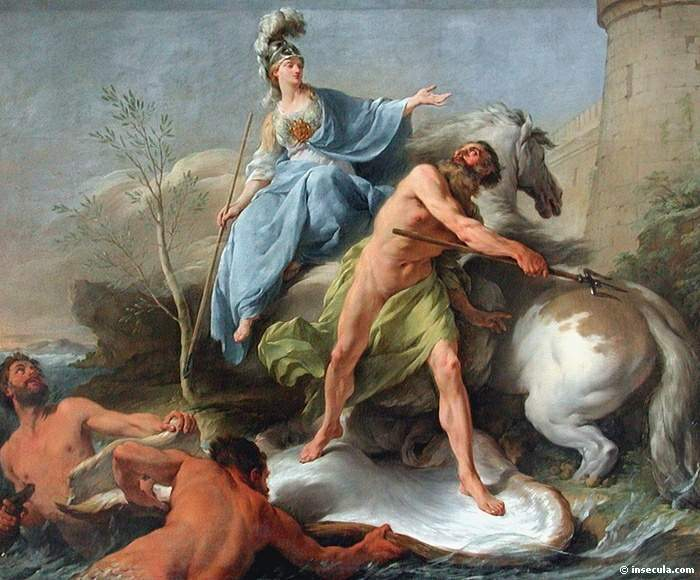
アテーナーとポセイドンの競争（1748）
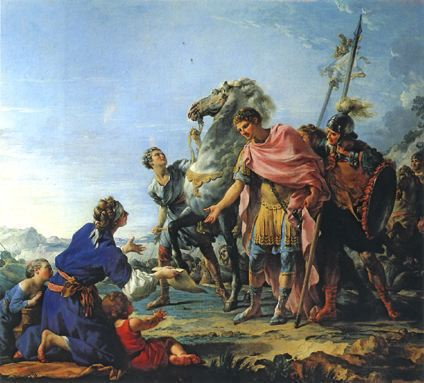
The Justice of Trajan（1765）
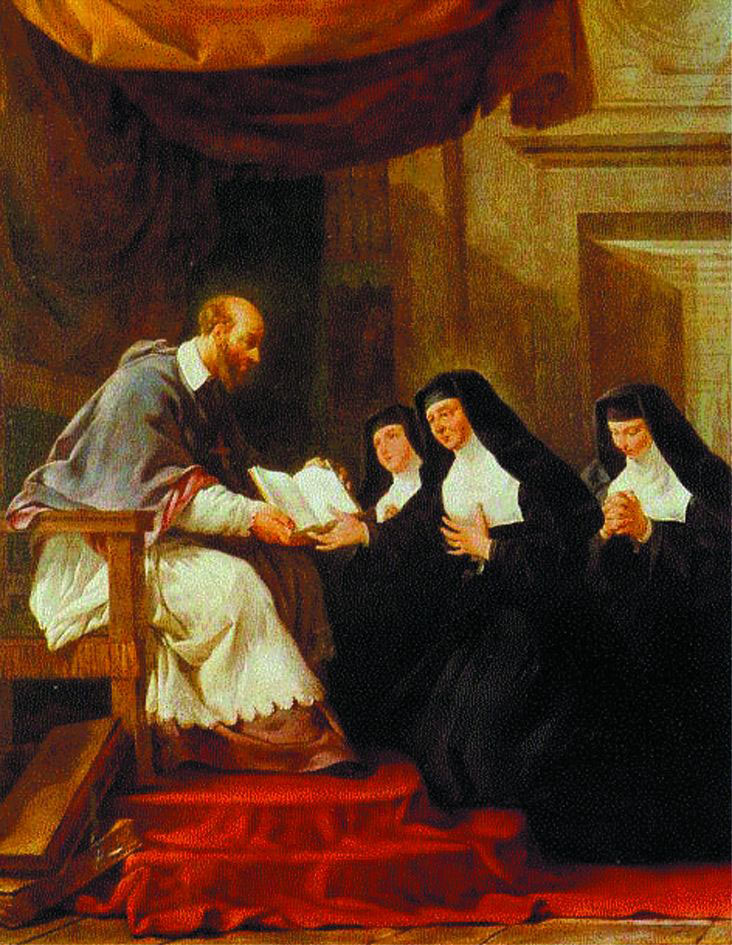
フランシスコ・サレジオ
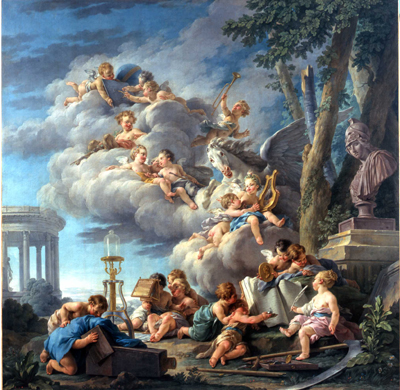
詩、歴史、物理学、天文学の天才
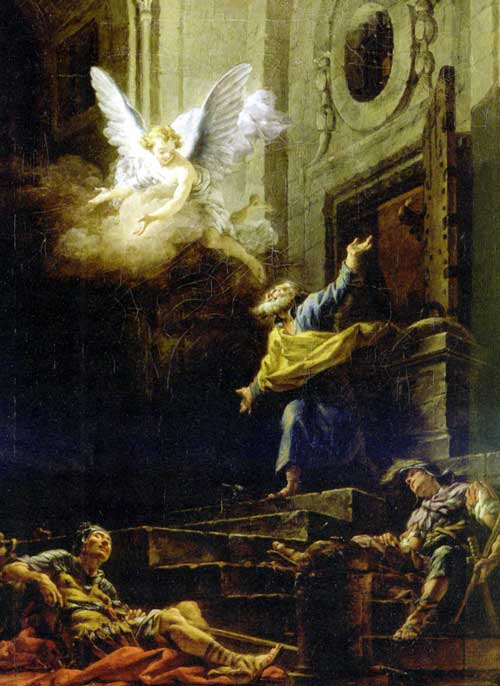
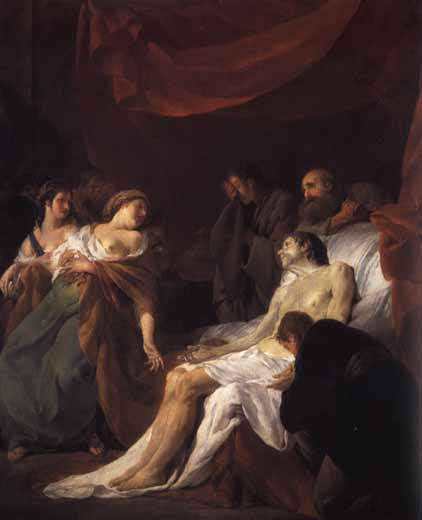
セネカの死
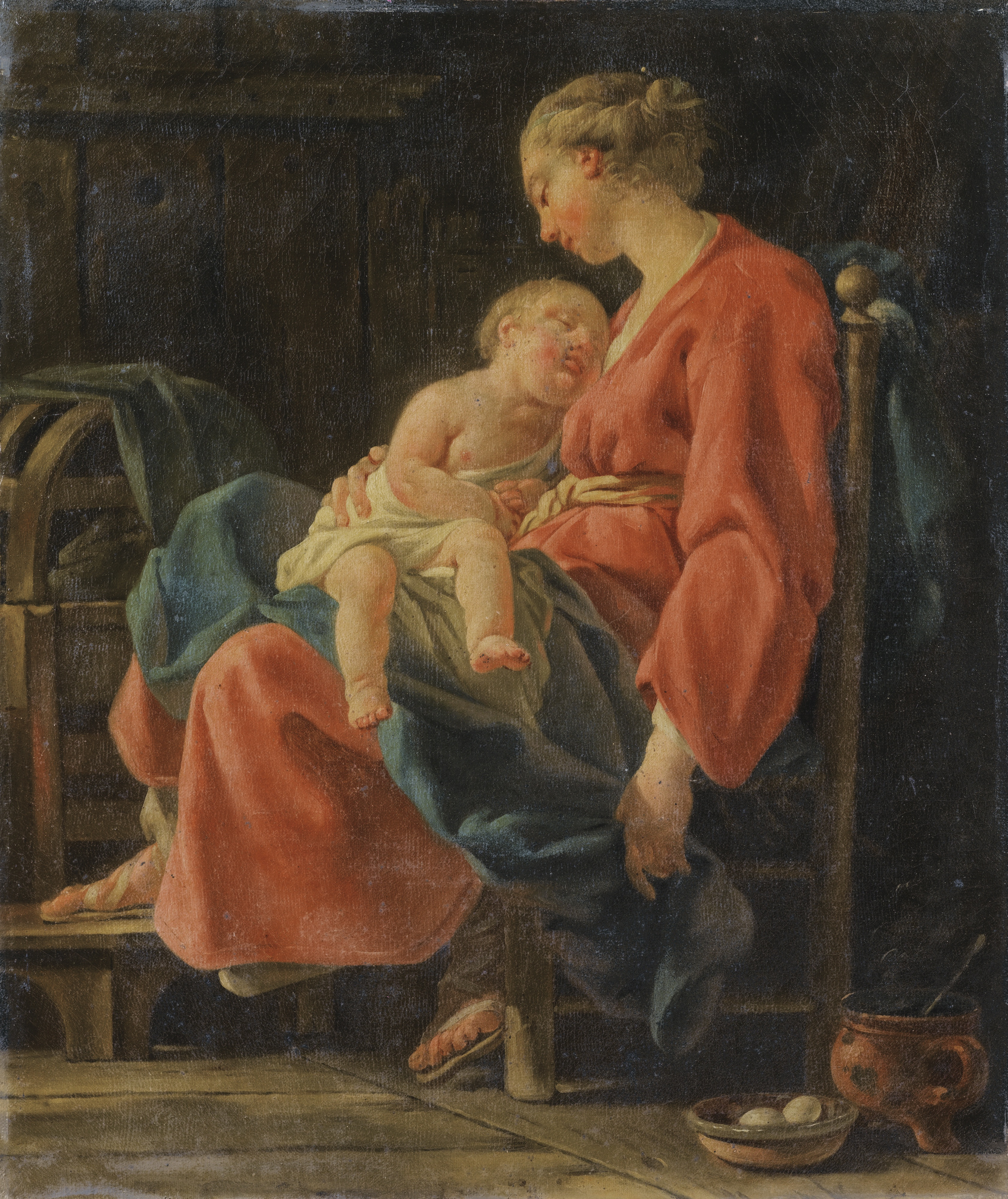
眠り
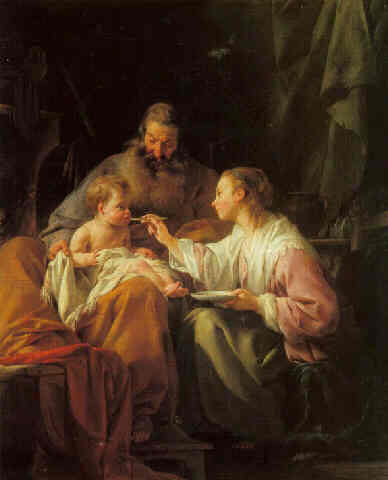
聖家族